# Lagazuoi
Lagazuoi je dvouvrcholová hora, nalézající se v horské skupině Fanes v Dolomitech. Große Lagazuoi je vysoký 2835 m n. m., Kleine Lagazuoi 2778 m.. Na vrchol Kleine Lagazuoi je přístup lanovkou, o něco západněji od horní stanice lanovky se nachází alpské útočiště Rifugio Lagazuoi. 
Hora je známá díky vyhloubeným tunelům z období horské války mezi Rakousko-Uherskem a Itálií za první světové války. 

## Poloha
Oba vrcholy se nacházejí v italské provincii Belluno (region Veneto) několik set metrů jižně od jihotyrolských hranic. Große Lagazuoi, který se skládá ze severního (2804 m) a jižního vrcholu (2835 m), přiléhá na jihu k Fanisspitzen (2989 m) a od nižšího, ale výraznějšího Kleine Lagazuoi je oddělen sedlem Forcella Lagazuoi (2572 m). Ta je mírně exponovaná jihozápadně od Fanisspitzenu a Tofana. Na jihu se hora prudce svažuje, severní strana je plochá a má charakter náhorní plošiny. V následujícím textu se vzhledem k většímu významu článku hovoří o Malé Lagazuoi.
Nejdůležitějším výchozím bodem pro výstupy je průsmyk Passo di Falzarego, kam se dostanete z města Cortina d'Ampezzo i z údolí Val Badia a Buchensteinu.

## Historie
Během první světové války se o horu Lagazuoi sváděly urputné boje, protože se nacházela přímo na frontové linii, kde rakouští a italští vojáci sváděli nelítostnou poziční válku.
Aby se vyhnuly nepřátelské dělostřelecké palbě, začaly obě armády budovat ve skalních stěnách tunelové systémy a přesunuly tak pozice i zásobovací prostory do nitra hory. Později Italové a Rakušané vyvrtali do hory minové tunely a odstřelovali celá skalní pásma, aby zničili nepřátelské pozice (viz Minová válka na Lagazuoi). Světlé kužely trosek na Kleine Lagazuoi jsou důsledkem výbuchů z let 1915 až 1917.

## Cestovní ruch

### Lanovka
→ Hlavní článek: Lanovka Lagazuoi
Lanovka na Lagazuoi je dvoukabinová lanovka, která vede z Passo di Falzarego (2105 m n. m.) až těsně pod vrchol Lagazuoi a překonává výšku 641 metrů.
Od horní stanice se za pět minut dostanete k Rifugio Lagazuoi s vyhlídkovou terasou a za dalších deset minut na vrchol Lagazuoi.

### Léto
V létě je Lagazuoi oblíbená zejména mezi turisty a horolezci. Z průsmyku Falzarego vedou na vrchol tři cesty a četné výstupové trasy. Nejjednodušší cesta vede přes sjezdovku a často se využívá při sestupu (po výstupu lanovkou). Cesta na vrchol trvá asi dvě a půl hodiny. 
Pro zdatnější turisty je možný výstup přes dva klikaté tunely, z nichž některé obsahují válečné exponáty, je však vhodné je prozkoumávat pouze s vhodným vybavením (čelovka nebo baterka, přilba). Na konci tunelu vede stezka po hřebeni k horní stanici lanovky. Toto trasa vyžaduje nemít závratě ve výškách a více se využívá při sestupu po výjezdu lanovkou na vrchol. 
Další variantou je snadná ferrata Kaiserjäger-Steig. Od průsmyku se držte severozápadním směrem, kde si můžete prohlédnout několik válečných pozic, a klikatou cestou se dostanete ke vchodu. Hned na začátku stoupání je visutý most.

### Zima
V zimě je Lagazuoi oblíbené mezi lyžaři. Z Alta Badia a Cortiny jezdí do průsmyku Falzarego pravidelné skibusy. Po výstupu lanovkou následují dva sjezdy: Jedna (černá) vede od horní stanice zářezem zpět do průsmyku (odtud je také možné vstoupit do lyžařského areálu Cortina), druhá vede po zadní (severní) straně kolem Rifugio Scotoni na Cap Alpina, odkud se můžete přepravit (zpět) do Alta Badie na saních tažených koňmi.

### Panorama
Hora Lagazuoi je velmi oblíbená také díky skvělému panoramatickému výhledu. Na severu se nacházejí vrcholy skupiny Fanes, především vrcholy Fanis, na východě všechny tři vrcholy Tofana, horské skupiny Sorapiss a Antelao, na jihu Cinque Torri, Monte Pelmo, Monte Civetta a Marmolada a na západě masiv Sella a horská skupina Puez. 

## Galerie

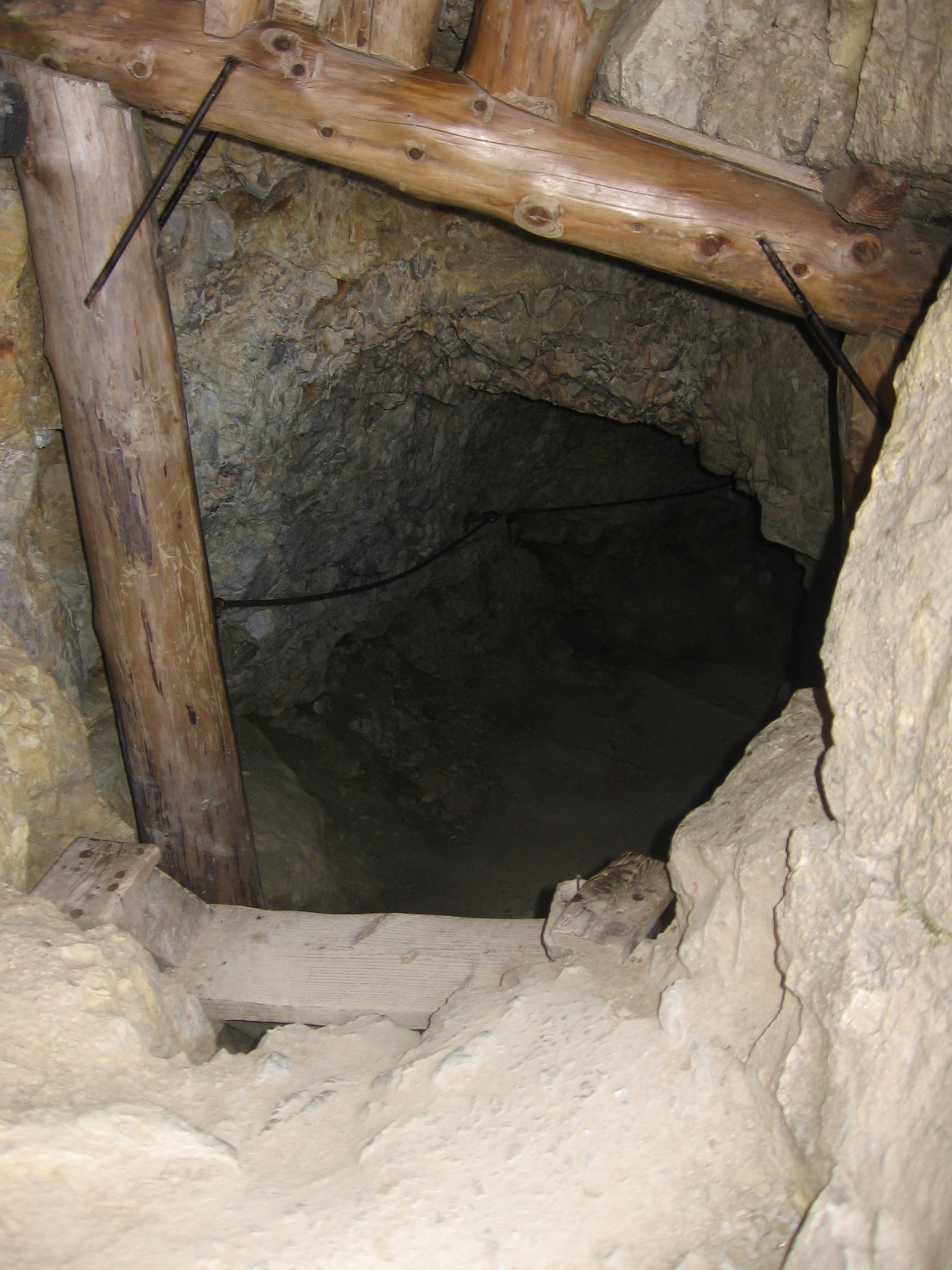
Italské válečné štoly
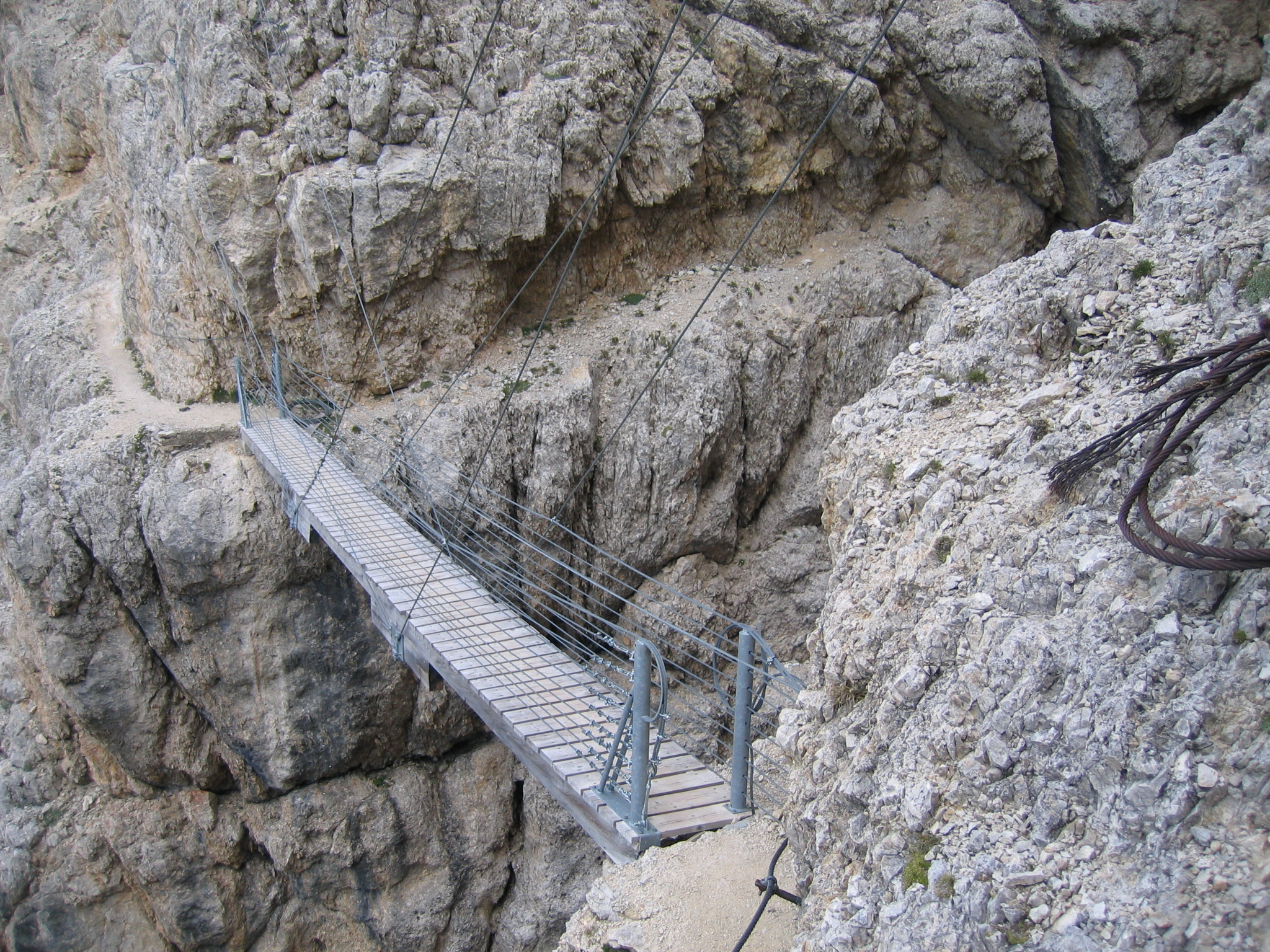
Visutý most na ferratě Kaiserjägersteig
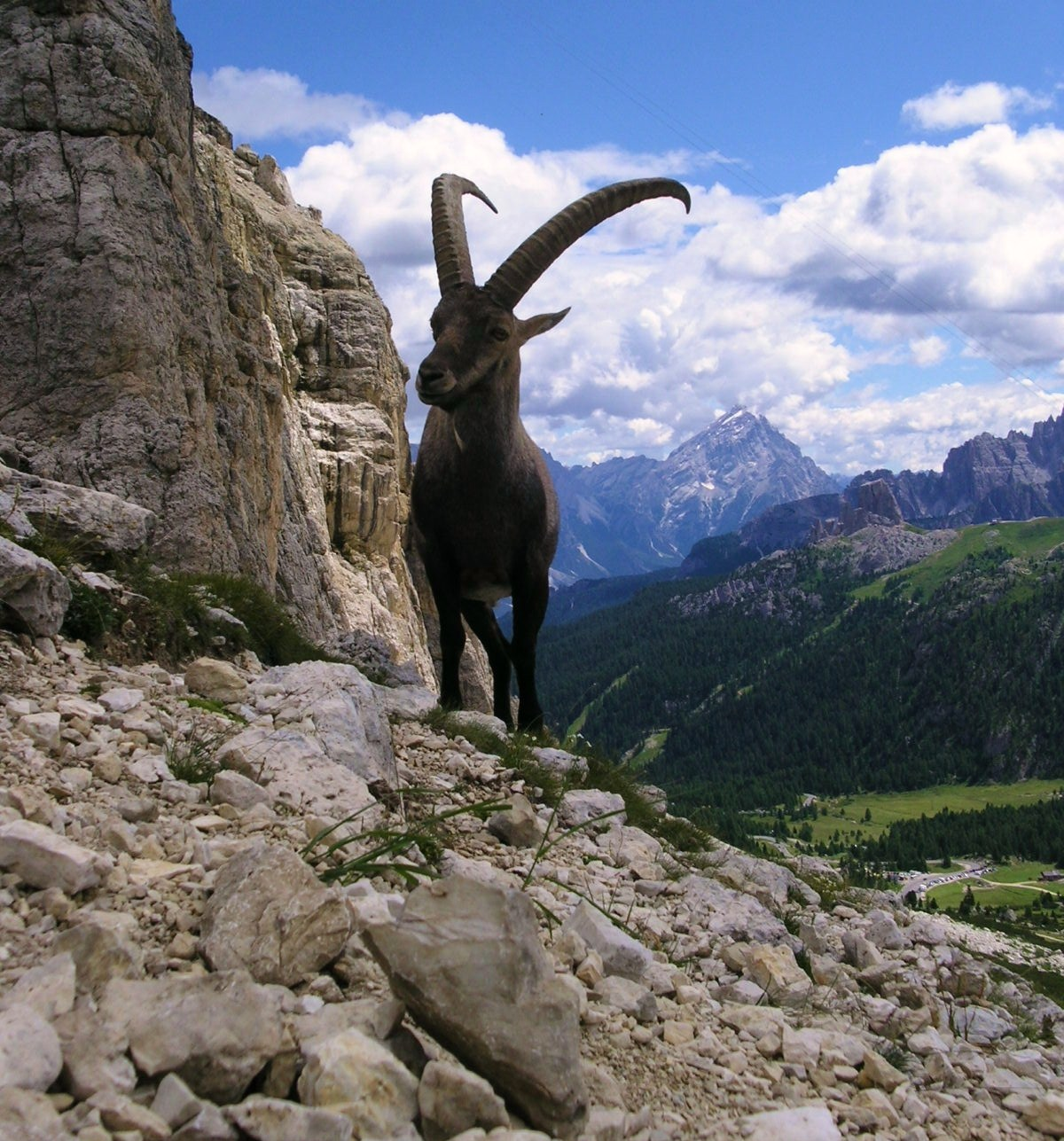
Kozorožec u paty jižní stěny
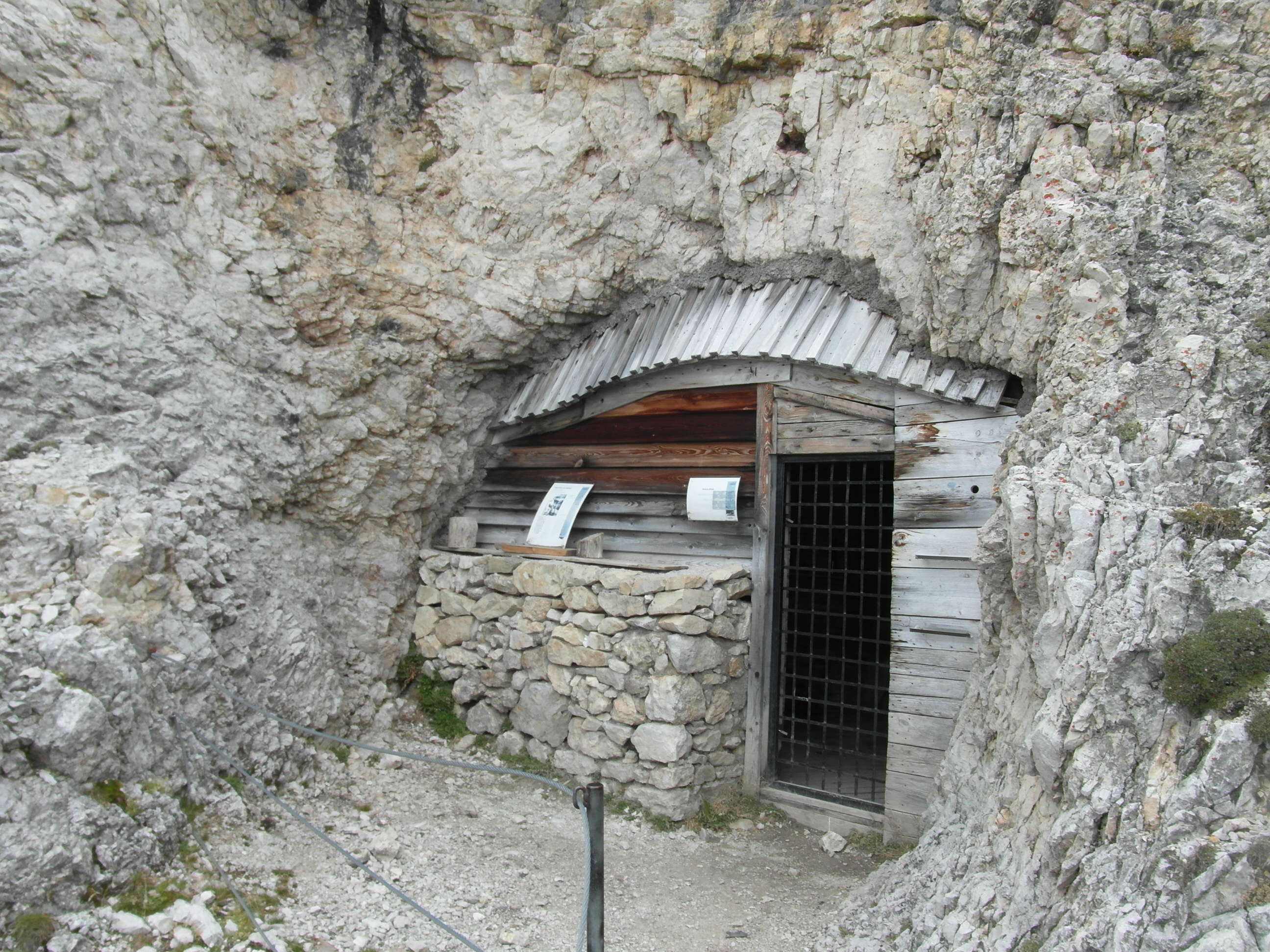
Vstup do štol na Lagazuoi
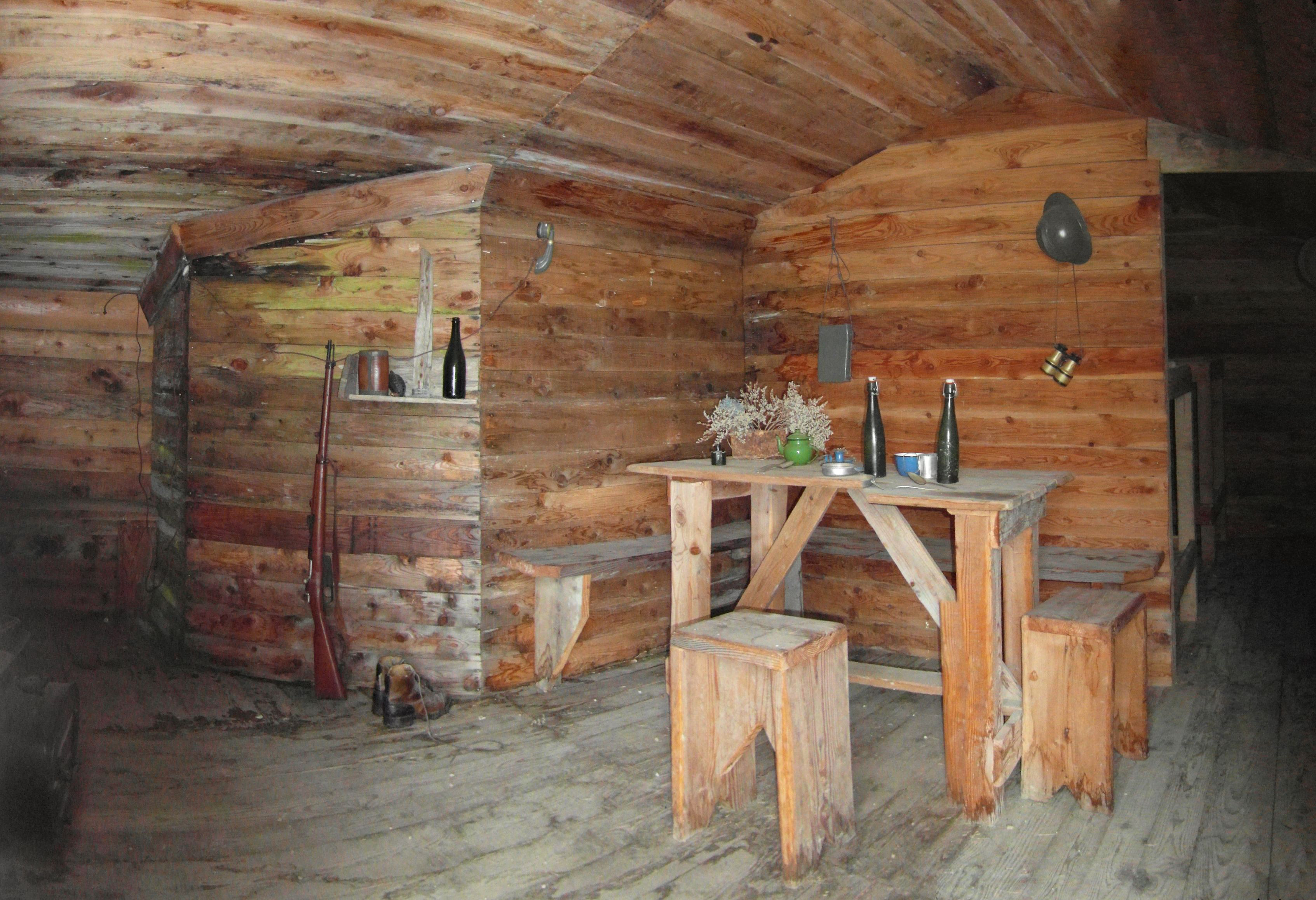
Ve štolách Lagazuoi
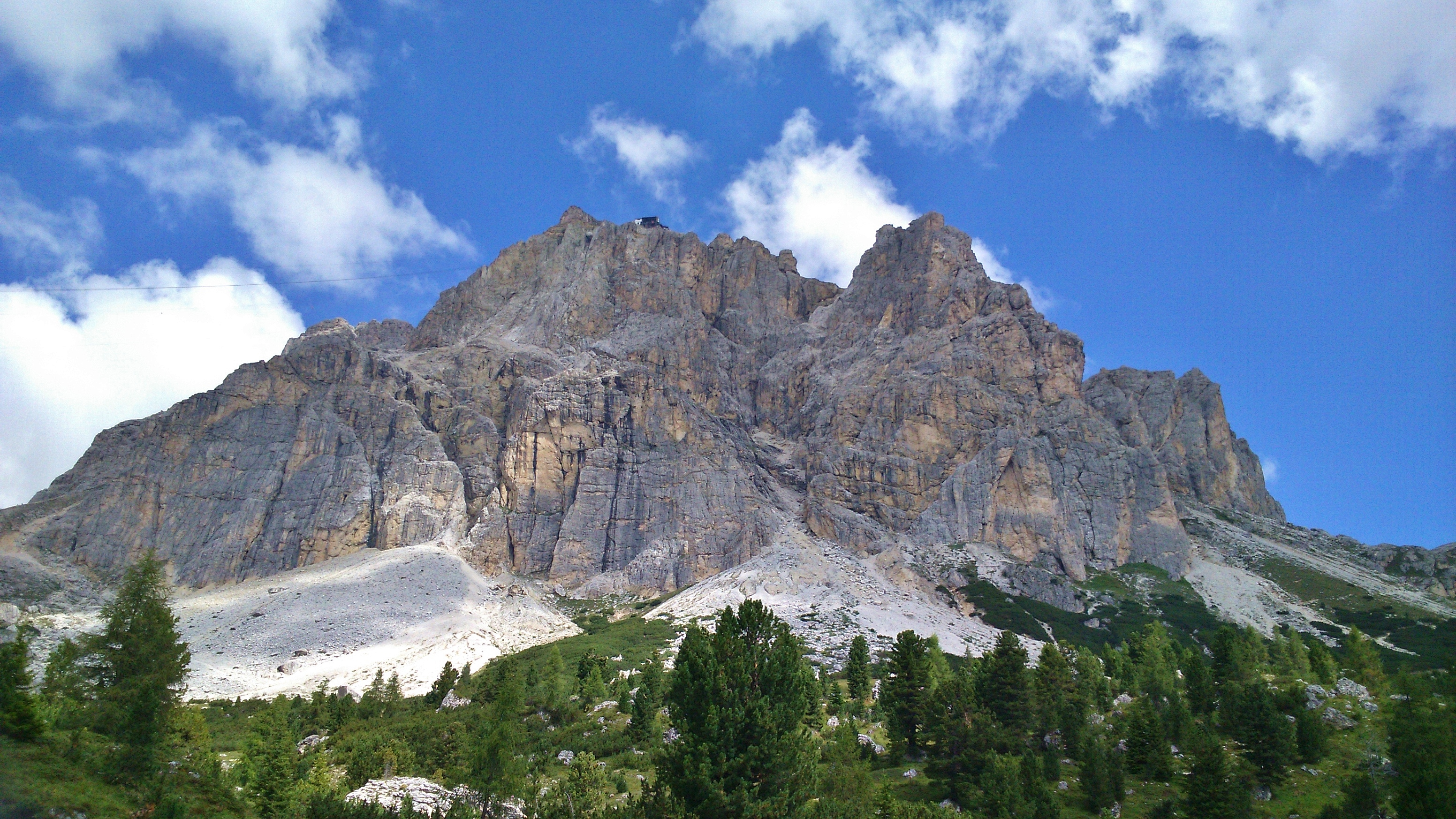
Lagazuoi